# قلعه قنبر (خرم‌آباد)
قلعه قنبر یک روستا در ایران است که در دهستان بیرانوند جنوبی واقع شده‌است. قلعه قنبر ۲۶ نفر جمعیت دارد.